# Torneo Clausura 2006 (México)
El Torneo Clausura 2006 fue la edición LXXV del campeonato de liga de la Primera División del fútbol mexicano; Se trató del 20º torneo corto, luego del cambio en el formato de competencia, con el que se cerró la temporada 2005-06.

## Sistema de competición
Básicamente el sistema de calificación de este torneo será el mismo del Torneo Apertura 2005 (México), se desarrollara en dos fases:
- Fase de calificación: Que se integra por las 17 jornadas del torneo.
- Fase final: Que se integra por los partidos de ida y vuelta, de cuartos de final, semifinal y final.

### Fase de calificación
En la fase de calificación participan los 18 clubes de la primera división profesional jugando todos contra todos durante las 17 jornadas respectivas, a un solo partido. Se observará el sistema de puntos. La ubicación en la tabla general y en la tabla grupos está sujeta a lo siguiente:
- Por juego ganado se obtendrán tres puntos.
- Por juego empatado se obtendrá un punto.
- Por juego perdido no se otorgan puntos.

El orden de los clubes al final de la Fase de Calificación del torneo corresponderá a la suma de los puntos obtenidos por cada uno de ellos y se presentará en forma descendente. Si al finalizar las 17 jornadas del torneo, dos o más clubes estuviesen empatados en puntos, su posición en la Tabla General será determinada atendiendo a los siguientes criterios de desempate:
1. Mejor diferencia entre los goles anotados y recibidos.
2. Mayor número de goles anotados.
3. Marcadores particulares entre los clubes empatados.
4. Mayor número de goles anotados como visitante.
5. Sorteo.

Participan por el título de Campeón de la Primera División Profesional en el Torneo Clausura 2006 automáticamente los clubes que hayan obtenido el primero y segundo lugar de su respectivo grupo, así como los dos clubes mejor clasificados al término de la jornada 17 en la Tabla General, excluyendo a los seis clubes ya clasificados como primero y segundo lugar de su grupo.

### Fase final
Los ocho clubes calificados para la Fase Final del Torneo serán reubicados de acuerdo con el lugar que ocupen en la Tabla General al término de la jornada 17, correspondiéndole el puesto número uno al club mejor clasificado, y así sucesivamente hasta el número ocho. Los partidos correspondientes a la Fase Final se desarrollarán a visita recíproca y los equipos mejor ubicados serán quienes reciban el partido de vuelta, en las siguientes etapas:
- Cuartos de final.
- Semifinales.
- Final.

En esta fase, en caso de empate en el marcador global (resultado del partido de ida y del partido de vuelta) el equipo mejor ubicado en la Tabla General de la Fase de Calificación será el que avance a la siguiente Fase.
En la final, en caso de empate en el marcador global, se añadirán dos periodos de 15 minutos y, en caso de mantenerse la igualada, se procederá a los tiros penales. Los cuales serán en una tanda de 5 penalties por cada equipo, debidamente turnados entre un tiro y otro, el equipo que anote más goles de esos 5 tiros será el ganador. En caso de haber quedado empatados se irán a muerte súbita, la cual consiste en añadir un penalti a cada equipo hasta que uno de los dos si pueda anotar y el otro no, así se concluirá las tandas de penales y saldrá un ganador.

## Equipos participantes
Para la temporada 2005-06 se contó con 18 equipos, la entidad federativa de la República Mexicana con más equipos profesionales en la Primera División fue el Distrito Federal con cuatro equipos.
| Santos Pachuca Monterrey Tigres Morelia Atlas Guadalajara Estudiantes Dorados Necaxa San Luis Toluca Atlante América Cruz Azul UNAM Veracruz Jaguares |

| Entidad Federativa | N.º | Equipos                              |
| ------------------ | --- | ------------------------------------ |
| Distrito Federal   | 4   | América, Cruz Azul, Atlante y UNAM   |
| Jalisco            | 3   | Atlas, Guadalajara y Tecos de la UAG |
| Nuevo León         | 2   | Tigres y Monterrey                   |
| Chiapas            | 1   | Chiapas                              |
| Aguascalientes     | 1   | Necaxa                               |
| Coahuila           | 1   | Santos                               |
| Estado de México   | 1   | Toluca                               |
| Hidalgo            | 1   | Pachuca                              |
| Michoacán          | 1   | Morelia                              |
| San Luis Potosí    | 1   | San Luis                             |
| Sinaloa            | 1   | Dorados                              |
| Veracruz           | 1   | Veracruz                             |

## Estadios
|                                                                                          |                                                                                                   |                                                                                           |                                                                        |
|                                                                                          |                                                                                                   |                                                                                           |                                                                        |
| Estadio Azteca Ciudad: México Capacidad: 115.080 Clubs: América y C.F. Atlante           | Estadio Olímpico Universitario Ciudad: México Capacidad: 70.100 Club: Universidad Nacional        | Estadio Jalisco Ciudad: Guadalajara Capacidad: 63.713 Clubs: Atlas y Guadalajara          |                                                                        |
|                                                                                          |                                                                                                   |                                                                                           |                                                                        |
| Estadio Cuauhtémoc Ciudad: Puebla Capacidad: 48.648 Club: Puebla                         | Estadio Universitario Ciudad: San Nicolás de los Garza Capacidad: 45.000 Club: Tigres de la UANL  | Estadio Morelos Ciudad: Morelia Capacidad: 42.056 Club: Monarcas Morelia                  |                                                                        |
|                                                                                          |                                                                                                   |                                                                                           |                                                                        |
| Estadio Corregidora Ciudad: Querétaro Capacidad: 34.130 Club: Querétaro                  | Estadio Tecnológico Ciudad: Monterrey Capacidad: 36.485 Club: Monterrey                           | Estadio Azul Ciudad: México Capacidad: 35.161 Club: Cruz Azul                             |                                                                        |
|                                                                                          |                                                                                                   |                                                                                           |                                                                        |
| Estadio Alfonso Lastras Ramírez Ciudad: San Luis Potosí Capacidad: 35.000 Club: San Luis | Estadio Víctor Manuel Reyna Ciudad: Tuxtla Gutiérrez Capacidad: 30.222 Club: Jaguaresde Chiapas   | Estadio Hidalgo Ciudad: Pachuca Capacidad: 33,024 Club: Pachuca                           |                                                                        |
|                                                                                          |                                                                                                   |                                                                                           |                                                                        |
| Estadio Nemesio Díez Ciudad: Toluca Capacidad: 30,000 Club: Deportivo Toluca             | Estadio Luis "Pirata" Fuente Ciudad: Veracruz Capacidad: 30,000 Club: Tiburones Rojos de Veracruz | Estadio Tres de Marzo Ciudad: Zapopan Capacidad: 25.000 Club: Estudiantes Tecos de la UAG | Estadio Victoria Ciudad: Aguascalientes Capacidad: 25.000 Club: Necaxa |
|                                                                                          |                                                                                                   |                                                                                           |                                                                        |
| Estadio Corona Ciudad: Torreón Capacidad: 18.000 Club: Santos Laguna                     |                                                                                                   |                                                                                           |                                                                        |

## Información de los equipos

### Entrenadores
| Equipo      | Entrenador           | Estadio                 | Ciudad                           | Patrocinador      | Kit      |
| ----------- | -------------------- | ----------------------- | -------------------------------- | ----------------- | -------- |
| América     | Víctor Manuel Agüado | Azteca                  | México, D. F.                    | Bimbo             | Nike     |
| Atlante     | René Isidoro García  | Azteca                  | México, D. F.                    | Pegaso            | Garcis   |
| Atlas       | Daniel Guzmán        | Jalisco                 | Guadalajara, Jalisco             | Coca-Cola         | Kappa    |
| Chiapas     | Luis Fernando Tena   | Víctor Manuel Reyna     | Tuxtla Gutiérrez, Chiapas        | Banco Azteca      | Atletica |
| Cruz Azul   | Isaac Mizrahi        | Azul                    | México, D. F.                    | Cemento Cruz Azul | Umbro    |
| Dorados     | Juan Manuel Lillo    | Banorte                 | Culiacán, Sinaloa                | Coppel            | Joma     |
| Guadalajara | Hans Westerhof       | Jalisco                 | Guadalajara, Jalisco             | JVC               | Reebok   |
| Monterrey   | Miguel Herrera       | Tecnológico             | Monterrey, Nuevo León            | Bimbo             | Atletica |
| Morelia     | Sergio Bueno         | Morelos                 | Morelia, Michoacán               | LG                | Atletica |
| Necaxa      | Enrique López Zarza  | Victoria                | Aguascalientes, Aguascalientes   | Bimbo             | Atletica |
| Pachuca     | José Luis Trejo      | Hidalgo                 | Pachuca, Hidalgo                 | Cemento Cruz Azul | Puma     |
| San Luis    | Raúl Arias           | Alfonso Lastras Ramírez | San Luis Potosí, San Luis Potosí | Telcel            | Atletica |
| Santos      | Benjamin Galindo     | Corona                  | Torreón, Coahuila                | Soriana           | Atletica |
| Tecos       | Eduardo Acevedo      | Tres de Marzo           | Guadalajara, Jalisco             | Telcel            | Atletica |
| Tigres      | Ricardo Ferretti     | Universitario           | Monterrey, Nuevo León            | Cemex             | Atletica |
| Toluca      | Américo Gallego      | Nemesio Díez            | Toluca, México                   | Banamex           | Atletica |
| UNAM        | Miguel España        | Olímpico Universitario  | México, D. F.                    | Banamex           | Lotto    |
| Veracruz    | Alfredo Tena         | Luis "Pirata" Fuente    | Veracruz, Veracruz               | Bimbo             | Joma     |

### Cambios de entrenadores
| Equipo      | Entrenador (jornadas)                                                |
| ----------- | -------------------------------------------------------------------- |
| Morelia     | Sergio Bueno (1-4) Darío Franco (5-)                                 |
| Veracruz    | Alfredo Tena (1-5) Emilio Gallegos (6-7) Víctor Manuel Vucetich (8-) |
| América     | Víctor Manuel Agüado (1-7) Manuel Lapuente (8-)                      |
| Santos      | Benjamin Galindo (1-7) Wilson Graniolatti (8-)                       |
| Guadalajara | Hans Westerhof (1-10) José Manuel de la Torre (11-)                  |
| Tecos       | Eduardo Acevedo (1-12) Carlos Reinoso (13-)                          |
| UNAM        | Miguel España (1-12) Guillermo Vázquez (13-)                         |

## Tabla general
| Pos. | Equipo      | Pts. | PJ | G | E  | P | GF | GC | Dif. | Clasificación                   |
| ---- | ----------- | ---- | -- | - | -- | - | -- | -- | ---- | ------------------------------- |
| 1    | Pachuca (C) | 31   | 17 | 9 | 4  | 4 | 30 | 19 | +11  | Cuartos de final de la liguilla |
| 2    | Chiapas     | 30   | 17 | 9 | 3  | 5 | 28 | 18 | +10  | Cuartos de final de la liguilla |
| 3    | Cruz Azul   | 30   | 17 | 9 | 3  | 5 | 26 | 18 | +8   | Cuartos de final de la liguilla |
| 4    | Atlante     | 27   | 17 | 8 | 3  | 6 | 19 | 15 | +4   | Cuartos de final de la liguilla |
| 5    | San Luis    | 25   | 17 | 7 | 4  | 6 | 23 | 19 | +4   | Cuartos de final de la liguilla |
| 6    | Toluca      | 24   | 17 | 7 | 3  | 7 | 22 | 19 | +3   | Cuartos de final de la liguilla |
| 7    | Guadalajara | 23   | 17 | 6 | 5  | 6 | 19 | 26 | −7   | Cuartos de final de la liguilla |
| 8    | Dorados (D) | 22   | 17 | 4 | 10 | 3 | 24 | 24 | 0    | Descenso de categoría           |
| 9    | Morelia     | 22   | 17 | 5 | 7  | 5 | 19 | 20 | −1   | Cuartos de final de la liguilla |
| 10   | UNAM        | 22   | 17 | 5 | 7  | 5 | 15 | 16 | −1   |                                 |
| 11   | Tecos UAG   | 22   | 17 | 6 | 4  | 7 | 18 | 29 | −11  |                                 |
| 12   | Tigres      | 21   | 17 | 4 | 9  | 4 | 15 | 15 | 0    |                                 |
| 13   | América     | 21   | 17 | 6 | 3  | 8 | 20 | 23 | −3   |                                 |
| 14   | Atlas       | 20   | 17 | 5 | 5  | 7 | 23 | 23 | 0    |                                 |
| 15   | Veracruz    | 20   | 17 | 5 | 5  | 7 | 16 | 19 | −3   |                                 |
| 16   | Monterrey   | 18   | 17 | 5 | 3  | 9 | 17 | 21 | −4   |                                 |
| 17   | Santos      | 18   | 17 | 3 | 9  | 5 | 20 | 25 | −5   |                                 |
| 18   | Necaxa      | 18   | 17 | 5 | 3  | 9 | 19 | 28 | −9   |                                 |

 Fuente: MedioTiempo
|  | Clasificados a liguilla.     |
|  | Descendido a la Primera "A". |

### Grupos

#### Grupo 1
| Pos. | Equipo    | Pts. | PJ | G | E | P | GF | GC | Dif. | Clasificación                   |
| ---- | --------- | ---- | -- | - | - | - | -- | -- | ---- | ------------------------------- |
| 1    | Atlante   | 27   | 17 | 8 | 3 | 6 | 19 | 15 | +4   | Cuartos de final de la liguilla |
| 2    | San Luis  | 25   | 17 | 7 | 4 | 6 | 23 | 19 | +4   | Cuartos de final de la liguilla |
| 3    | Morelia   | 22   | 17 | 5 | 7 | 5 | 19 | 20 | −1   | Cuartos de final de la liguilla |
| 4    | Tecos UAG | 22   | 17 | 6 | 4 | 7 | 18 | 29 | −11  |                                 |
| 5    | América   | 21   | 17 | 6 | 3 | 8 | 20 | 23 | −3   |                                 |
| 6    | Necaxa    | 18   | 17 | 5 | 3 | 9 | 19 | 28 | −9   |                                 |

 Fuente: MedioTiempo

#### Grupo 2
| Pos. | Equipo      | Pts. | PJ | G | E  | P | GF | GC | Dif. | Clasificación                   |
| ---- | ----------- | ---- | -- | - | -- | - | -- | -- | ---- | ------------------------------- |
| 1    | Pachuca (C) | 31   | 17 | 9 | 4  | 4 | 30 | 19 | +11  | Cuartos de final de la liguilla |
| 2    | Toluca      | 24   | 17 | 7 | 3  | 7 | 22 | 19 | +3   | Cuartos de final de la liguilla |
| 3    | Dorados (D) | 22   | 17 | 4 | 10 | 3 | 24 | 24 | 0    | Descenso de categoría           |
| 4    | UNAM        | 22   | 17 | 5 | 7  | 5 | 15 | 16 | −1   |                                 |
| 5    | Veracruz    | 20   | 17 | 5 | 5  | 7 | 16 | 19 | −3   |                                 |
| 6    | Santos      | 18   | 17 | 3 | 9  | 5 | 20 | 25 | −5   |                                 |

 Fuente: MedioTiempo

#### Grupo 3
| Pos. | Equipo      | Pts. | PJ | G | E | P | GF | GC | Dif. | Clasificación                   |
| ---- | ----------- | ---- | -- | - | - | - | -- | -- | ---- | ------------------------------- |
| 1    | Chiapas     | 30   | 17 | 9 | 3 | 5 | 28 | 18 | +10  | Cuartos de final de la liguilla |
| 2    | Cruz Azul   | 30   | 17 | 9 | 3 | 5 | 26 | 18 | +8   | Cuartos de final de la liguilla |
| 3    | Guadalajara | 23   | 17 | 6 | 5 | 6 | 19 | 26 | −7   | Cuartos de final de la liguilla |
| 4    | Tigres      | 21   | 17 | 4 | 9 | 4 | 15 | 15 | 0    |                                 |
| 5    | Atlas       | 20   | 17 | 5 | 5 | 7 | 23 | 23 | 0    |                                 |
| 6    | Monterrey   | 18   | 17 | 5 | 3 | 9 | 17 | 21 | −4   |                                 |

 Fuente: MedioTiempo

## Torneo Regular
| Tecos   | 2 - 1 | San Luis    | Tres de Marzo          | 20 de enero | 20:30 |
| Toluca  | 3 - 1 | Necaxa      | Nemesio Díez           | 21 de enero | 15:00 |
| Chiapas | 3 - 1 | Guadalajara | Víctor Manuel Reyna    | 21 de enero | 15:00 |
| Atlante | 0 - 0 | Dorados     | Azteca                 | 21 de enero | 17:00 |
| Morelia | 0 - 1 | Cruz Azul   | Morelos                | 21 de enero | 19:00 |
| Tigres  | 1 - 1 | América     | Universitario          | 21 de enero | 19:00 |
| Atlas   | 2 - 1 | Veracruz    | Jalisco                | 21 de enero | 20:45 |
| UNAM    | 1 - 0 | Santos      | Olímpico Universitario | 22 de enero | 12:00 |
| Pachuca | 3 - 0 | Monterrey   | Hidalgo                | 22 de enero | 16:00 |

| Veracruz    | 1 - 2 | Tecos   | Luis "Pirata" Fuente    | 28 de enero | 15:00 |
| Cruz Azul   | 1 - 1 | Atlas   | Azul                    | 28 de enero | 17:00 |
| Monterrey   | 1 - 0 | Morelia | Tecnológico             | 28 de enero | 17:00 |
| Dorados     | 1 - 1 | Tigres  | Banorte                 | 28 de enero | 19:00 |
| Guadalajara | 2 - 2 | UNAM    | Jalisco                 | 28 de enero | 19:00 |
| Necaxa      | 1 - 0 | Chiapas | Victoria                | 28 de enero | 20:30 |
| San Luis    | 1 - 3 | Toluca  | Alfonso Lastras Ramírez | 29 de enero | 12:00 |
| Santos      | 3 - 4 | Atlante | Corona                  | 29 de enero | 16:00 |
| América     | 2 - 3 | Pachuca | Azteca                  | 29 de enero | 16:00 |

| Chiapas | 1 - 1 | San Luis    | Víctor Manuel Reyna    | 1 de febrero  | 15:00 |
| Toluca  | 2 - 1 | Veracruz    | Nemesio Díez           | 1 de febrero  | 15:00 |
| UNAM    | 0 - 0 | Necaxa      | Olímpico Universitario | 1 de febrero  | 20:30 |
| Tigres  | 1 - 0 | Santos      | Universitario          | 1 de febrero  | 20:45 |
| Atlas   | 1 - 0 | Monterrey   | Jalisco                | 1 de febrero  | 20:45 |
| Tecos   | 2 - 1 | Cruz Azul   | Tres de Marzo          | 1 de febrero  | 21:00 |
| Morelia | 1 - 1 | Pachuca     | Morelos                | 2 de febrero  | 21:00 |
| Dorados | 2 - 0 | América     | Banorte                | 2 de febrero  | 21:00 |
| Atlante | 2 - 0 | Guadalajara | Azteca                 | 22 de febrero | 20:30 |

| Guadalajara | 1 - 0 | Tigres  | Jalisco                 | 4 de febrero | 17:00 |
| Monterrey   | 2 - 3 | Tecos   | Tecnológico             | 4 de febrero | 17:00 |
| Cruz Azul   | 2 - 1 | Toluca  | Azul                    | 4 de febrero | 17:00 |
| Veracruz    | 2 - 3 | Chiapas | Luis "Pirata" Fuente    | 4 de febrero | 19:00 |
| Necaxa      | 1 - 2 | Atlante | Victoria                | 4 de febrero | 20:30 |
| San Luis    | 3 - 0 | UNAM    | Alfonso Lastras Ramírez | 5 de febrero | 12:00 |
| Santos      | 1 - 1 | Dorados | Corona                  | 5 de febrero | 16:00 |
| América     | 3 - 0 | Morelia | Azteca                  | 5 de febrero | 16:00 |
| Pachuca     | 3 - 0 | Atlas   | Hidalgo                 | 5 de febrero | 16:00 |

| Tecos   | 0 - 5 | Pachuca     | Tres de Marzo          | 10 de febrero | 20:30 |
| Toluca  | 0 - 1 | Monterrey   | Nemesio Díez           | 11 de febrero | 15:00 |
| Atlante | 1 - 1 | San Luis    | Neza 86                | 11 de febrero | 15:00 |
| Chiapas | 1 - 0 | Cruz Azul   | Víctor Manuel Reyna    | 11 de febrero | 15:00 |
| Dorados | 1 - 1 | Guadalajara | Banorte                | 11 de febrero | 17:00 |
| Atlas   | 1 - 1 | Morelia     | Jalisco                | 11 de febrero | 20:45 |
| UNAM    | 2 - 0 | Veracruz    | Olímpico Universitario | 12 de febrero | 12:00 |
| Santos  | 2 - 2 | América     | Corona                 | 12 de febrero | 17:00 |
| Tigres  | 1 - 2 | Necaxa      | Universitario          | 12 de febrero | 17:00 |

| Veracruz    | 1 - 0 | Atlante | Luis "Pirata" Fuente    | 18 de febrero | 15:00 |
| Cruz Azul   | 3 - 1 | UNAM    | Azul                    | 18 de febrero | 17:00 |
| Monterrey   | 0 - 3 | Chiapas | Tecnológico             | 18 de febrero | 17:00 |
| San Luis    | 0 - 0 | Tigres  | Alfonso Lastras Ramírez | 18 de febrero | 19:00 |
| Morelia     | 3 - 1 | Tecos   | Morelos                 | 18 de febrero | 19:00 |
| Guadalajara | 1 - 1 | Santos  | Jalisco                 | 18 de febrero | 19:00 |
| Necaxa      | 5 - 1 | Dorados | Victoria                | 18 de febrero | 20:30 |
| Pachuca     | 1 - 0 | Toluca  | Hidalgo                 | 19 de febrero | 16:00 |
| América     | 2 - 1 | Atlas   | Azteca                  | 19 de febrero | 16:00 |

| Toluca      | 2 - 3 | Morelia   | Nemesio Díez           | 25 de febrero | 15:00 |
| Chiapas     | 3 - 0 | Pachuca   | Víctor Manuel Reyna    | 25 de febrero | 15:00 |
| Dorados     | 1 - 0 | San Luis  | Banorte                | 25 de febrero | 17:00 |
| Atlante     | 0 - 2 | Cruz Azul | Azteca                 | 25 de febrero | 17:00 |
| Tigres      | 1 - 1 | Veracruz  | Universitario          | 25 de febrero | 19:00 |
| Tecos       | 0 - 4 | Atlas     | Tres de Marzo          | 25 de febrero | 19:00 |
| UNAM        | 0 - 0 | Monterrey | Olímpico Universitario | 26 de febrero | 12:00 |
| Santos      | 1 - 1 | Necaxa    | Corona                 | 26 de febrero | 16:00 |
| Guadalajara | 1 - 0 | América   | Jalisco                | 26 de febrero | 17:00 |

| Monterrey | 3 - 0 | Atlante     | Tecnológico             | 4 de marzo | 17:00 |
| Cruz Azul | 1 - 1 | Tigres      | Azul                    | 4 de marzo | 17:00 |
| Morelia   | 1 - 1 | Chiapas     | Morelos                 | 4 de marzo | 19:00 |
| Veracruz  | 1 - 1 | Dorados     | Luis "Pirata" Fuente    | 4 de marzo | 19:00 |
| Necaxa    | 1 - 2 | Guadalajara | Victoria                | 4 de marzo | 19:00 |
| Atlas     | 0 - 1 | Toluca      | Jalisco                 | 4 de marzo | 20:45 |
| San Luis  | 1 - 1 | Santos      | Alfonso Lastras Ramírez | 5 de marzo | 12:00 |
| América   | 2 - 1 | Tecos       | Azteca                  | 5 de marzo | 17:00 |
| Pachuca   | 1 - 1 | UNAM        | Hidalgo                 | 5 de marzo | 17:00 |

| Toluca      | 3 - 1 | Tecos     | Nemesio Díez           | 11 de marzo | 15:00 |
| Chiapas     | 2 - 2 | Atlas     | Víctor Manuel Reyna    | 11 de marzo | 15:00 |
| Dorados     | 2 - 2 | Cruz Azul | Banorte                | 11 de marzo | 17:00 |
| Atlante     | 1 - 2 | Pachuca   | Azteca                 | 11 de marzo | 17:00 |
| Guadalajara | 1 - 3 | San Luis  | Jalisco                | 11 de marzo | 19:00 |
| Necaxa      | 1 - 0 | América   | Victoria               | 11 de marzo | 20:30 |
| UNAM        | 1 - 0 | Morelia   | Olímpico Universitario | 12 de marzo | 12:00 |
| Santos      | 0 - 2 | Veracruz  | Corona                 | 12 de marzo | 16:00 |
| Tigres      | 2 - 1 | Monterrey | Universitario          | 12 de marzo | 17:00 |

| Pachuca   | 0 - 0 | Tigres      | Hidalgo                 | 15 de marzo | 17:00 |
| Veracruz  | 1 - 1 | Guadalajara | Luis "Pirata" Fuente    | 15 de marzo | 19:00 |
| San Luis  | 3 - 0 | Necaxa      | Alfonso Lastras Ramírez | 15 de marzo | 19:00 |
| América   | 1 - 0 | Toluca      | Azteca                  | 15 de marzo | 20:00 |
| Morelia   | 0 - 2 | Atlante     | Morelos                 | 15 de marzo | 20:30 |
| Tecos     | 0 - 1 | Chiapas     | Tres de Marzo           | 15 de marzo | 20:30 |
| Monterrey | 2 - 1 | Dorados     | Tecnológico             | 15 de marzo | 20:30 |
| Atlas     | 0 - 0 | UNAM        | Jalisco                 | 15 de marzo | 20:45 |
| Cruz Azul | 4 - 1 | Santos      | Azul                    | 15 de marzo | 21:05 |

| Chiapas     | 2 - 0 | Toluca    | Víctor Manuel Reyna     | 18 de marzo | 15:00 |
| Dorados     | 1 - 3 | Pachuca   | Banorte                 | 18 de marzo | 17:00 |
| Atlante     | 0 - 1 | Atlas     | Azteca                  | 18 de marzo | 17:00 |
| Guadalajara | 1 - 0 | Cruz Azul | Jalisco                 | 18 de marzo | 19:00 |
| Tigres      | 2 - 3 | Morelia   | Universitario           | 18 de marzo | 19:00 |
| Necaxa      | 0 - 1 | Veracruz  | Victoria                | 18 de marzo | 20:30 |
| UNAM        | 0 - 1 | Tecos     | Olímpico Universitario  | 19 de marzo | 12:00 |
| Santos      | 1 - 1 | Monterrey | Corona                  | 19 de marzo | 16:00 |
| San Luis    | 2 - 0 | América   | Alfonso Lastras Ramírez | 19 de marzo | 17:00 |

| Monterrey | 1 - 2 | Guadalajara | Tecnológico          | 25 de marzo | 17:00 |
| Cruz Azul | 3 - 1 | Necaxa      | Azul                 | 25 de marzo | 17:00 |
| Veracruz  | 3 - 0 | San Luis    | Luis "Pirata" Fuente | 25 de marzo | 17:00 |
| Morelia   | 3 - 3 | Dorados     | Morelos              | 25 de marzo | 19:00 |
| Tecos     | 0 - 2 | Atlante     | Tres de Marzo        | 25 de marzo | 20:30 |
| Atlas     | 0 - 2 | Tigres      | Jalisco              | 25 de marzo | 20:45 |
| Toluca    | 2 - 1 | UNAM        | Nemesio Díez         | 26 de marzo | 12:00 |
| América   | 1 - 3 | Chiapas     | Azteca               | 26 de marzo | 16:00 |
| Pachuca   | 0 - 1 | Santos      | Hidalgo              | 26 de marzo | 16:00 |

| Atlante     | 0 - 0 | Toluca    | Azteca                  | 1 de abril | 17:00 |
| Dorados     | 3 - 1 | Atlas     | Banorte                 | 1 de abril | 17:00 |
| Veracruz    | 0 - 1 | América   | Luis "Pirata" Fuente    | 1 de abril | 19:00 |
| Guadalajara | 3 - 2 | Pachuca   | Jalisco                 | 1 de abril | 19:00 |
| Tigres      | 0 - 0 | Tecos     | Universitario           | 1 de abril | 19:00 |
| Necaxa      | 1 - 4 | Monterrey | Victoria                | 1 de abril | 20:30 |
| UNAM        | 2 - 1 | Chiapas   | Olímpico Universitario  | 2 de abril | 12:00 |
| San Luis    | 2 - 1 | Cruz Azul | Alfonso Lastras Ramírez | 2 de abril | 16:00 |
| Santos      | 0 - 0 | Morelia   | Corona                  | 2 de abril | 16:00 |

| Toluca    | 1 - 1 | Tigres      | Nemesio Díez        | 8 de abril | 15:00 |
| Chiapas   | 1 - 0 | Atlante     | Víctor Manuel Reyna | 8 de abril | 15:00 |
| Cruz Azul | 3 - 0 | Veracruz    | Azul                | 8 de abril | 17:00 |
| Monterrey | 0 - 1 | San Luis    | Tecnológico         | 8 de abril | 17:00 |
| Morelia   | 2 - 0 | Guadalajara | Morelos             | 8 de abril | 19:00 |
| Atlas     | 3 - 3 | Santos      | Jalisco             | 8 de abril | 20:45 |
| Pachuca   | 4 - 1 | Necaxa      | Hidalgo             | 9 de abril | 16:00 |
| Tecos     | 1 - 1 | Dorados     | Tres de Marzo       | 9 de abril | 16:00 |
| América   | 1 - 3 | UNAM        | Azteca              | 9 de abril | 16:00 |

| Veracruz    | 1 - 0 | Monterrey | Luis "Pirata" Fuente    | 15 de abril | 15:00 |
| Cruz Azul   | 1 - 3 | América   | Azul                    | 15 de abril | 17:00 |
| Atlante     | 1 - 0 | UNAM      | Azteca                  | 15 de abril | 17:00 |
| Tigres      | 1 - 0 | Chiapas   | Universitario           | 15 de abril | 19:00 |
| Necaxa      | 0 - 0 | Morelia   | Victoria                | 15 de abril | 20:30 |
| Dorados     | 1 - 1 | Toluca    | Banorte                 | 15 de abril | 21:00 |
| San Luis    | 2 - 3 | Pachuca   | Alfonso Lastras Ramírez | 16 de abril | 12:00 |
| Santos      | 1 - 1 | Tecos     | Corona                  | 16 de abril | 16:00 |
| Guadalajara | 0 - 3 | Atlas     | Jalisco                 | 16 de abril | 17:00 |

| Chiapas   | 2 - 4 | Dorados     | Víctor Manuel Reyna    | 22 de abril | 15:00 |
| Pachuca   | 0 - 0 | Veracruz    | Hidalgo                | 22 de abril | 17:00 |
| Monterrey | 0 - 1 | Cruz Azul   | Tecnológico            | 22 de abril | 17:00 |
| Atlante   | 1 - 0 | América     | Azteca                 | 22 de abril | 17:00 |
| Morelia   | 1 - 0 | San Luis    | Morelos                | 22 de abril | 19:00 |
| Atlas     | 2 - 3 | Necaxa      | Jalisco                | 22 de abril | 20:45 |
| Toluca    | 1 - 2 | Santos      | Nemesio Díez           | 23 de abril | 12:00 |
| UNAM      | 1 - 1 | Tigres      | Olímpico Universitario | 23 de abril | 12:00 |
| Tecos     | 2 - 2 | Guadalajara | Tres de Marzo          | 23 de abril | 16:00 |

| Cruz Azul   | 3 - 2 | Pachuca   | Azul                    | 29 de abril | 17:00 |
| Guadalajara | 0 - 2 | Toluca    | Jalisco                 | 29 de abril | 19:00 |
| Necaxa      | 0 - 1 | Tecos     | Victoria                | 29 de abril | 20:30 |
| Veracruz    | 1 - 1 | Morelia   | Luis "Pirata" Fuente    | 29 de abril | 21:00 |
| Dorados     | 0 - 0 | UNAM      | Banorte                 | 29 de abril | 21:00 |
| San Luis    | 2 - 1 | Atlas     | Alfonso Lastras Ramírez | 29 de abril | 21:00 |
| América     | 1 - 1 | Monterrey | Azteca                  | 30 de abril | 16:00 |
| Santos      | 2 - 1 | Chiapas   | Corona                  | 30 de abril | 16:00 |
| Tigres      | 0 - 2 | Atlante   | Universitario           | 30 de abril | 17:00 |

## Tabla de Cocientes
| Posición | Equipo      | A03 | C04 | A04 | C05 | A05 | C06 | Puntos | Juegos | Cociente |
| -------- | ----------- | --- | --- | --- | --- | --- | --- | ------ | ------ | -------- |
| 1        | Pachuca     | 36  | 26  | 32  | 20  | 28  | 31  | 173    | 106    | 1.6320   |
| 2        | América     | 28  | 32  | 20  | 30  | 38  | 21  | 169    | 106    | 1.5943   |
| 3        | Toluca      | 27  | 30  | 32  | 23  | 30  | 24  | 166    | 106    | 1.5094   |
| 4        | Guadalajara | 29  | 36  | 29  | 23  | 19  | 23  | 159    | 106    | 1.5000   |
| 5        | Cruz Azul   | 27  | 23  | 16  | 31  | 30  | 30  | 157    | 106    | 1.4811   |
| 6        | UNAM        | 38  | 41  | 23  | 14  | 16  | 22  | 154    | 106    | 1.4528   |
| 7        | Chiapas     | 21  | 42  | 18  | 22  | 20* | 30  | 153    | 106    | 1.4434   |
| 8        | Tigres      | 38  | 23  | 23  | 24  | 22  | 21  | 151    | 106    | 1.4245   |
| 9        | Necaxa      | 30  | 21  | 21  | 28  | 31  | 18  | 149    | 106    | 1.4056   |
| 10       | Monterrey   | 22  | 18  | 27  | 27  | 35  | 18  | 147    | 106    | 1.3867   |
| 11       | Morelia     | 25  | 22  | 22  | 35  | 20  | 22  | 146    | 106    | 1.3773   |
| 12       | Tecos       | 31  | 18  | 16  | 29  | 24  | 22  | 140    | 106    | 1.3207   |
| 13       | Atlante     | 31  | 27  | 24  | 20  | 15  | 27  | 137    | 106    | 1.2924   |
| 14       | Santos      | 31  | 21  | 18  | 28  | 20  | 18  | 136    | 106    | 1.2830   |
| 15       | Atlas       | 19  | 27  | 31  | 11  | 21  | 20  | 129    | 106    | 1.2169   |
| 16       | Veracruz    | 27  | 17  | 35  | 14  | 15  | 20  | 128    | 106    | 1.2075   |
| 17       | San Luis    | -   | -   | -   | -   | 16  | 25  | 41     | 34     | 1.2058   |
| 18       | Dorados     | -   | -   | 16  | 26  | 18  | 22  | 82     | 68     | 1.2058   |

     Zona de descenso.
     Descendido a Liga de Ascenso de México.

## Estadísticas

### Goleadores
| Pos. | Jugador            | Equipo    | Goles | Goles de penal |
| ---- | ------------------ | --------- | ----- | -------------- |
| 1.º  | Sebastian Abreu    | Dorados   | 11    | 4              |
| 1.º  | Salvador Cabañas   | Chiapas   | 11    | 2              |
| 3.º  | Ariel González     | San Luis  | 10    | 2              |
| 3.º  | Emanuel Villa      | Atlas     | 10    | 1              |
| 5.º  | Patricio Galaz     | Atlante   | 9     | 0              |
| 5.º  | Cesar Delgado      | Cruz Azul | 9     | 1              |
| 5.º  | Gustavo Biscayzacú | Veracruz  | 8     | 2              |

### Máximos Asistentes
| Pos. | Jugador            | Equipo    | Asistencias |
| ---- | ------------------ | --------- | ----------- |
| 1.º  | Richard Nuñez      | Pachuca   | 8           |
| 2.º  | Cesar Delgado      | Cruz Azul | 6           |
| 2.º  | Rodrigo Valenzuela | Veracruz  | 6           |
| 4.º  | Gabriel Pereyra    | Cruz Azul | 5           |
| 5.º  | Damián Álvarez     | Morelia   | 4           |
| 5.º  | Rodrigo Ruiz       | Santos    | 4           |
| 5.º  | Daniel Osorno      | Atlas     | 4           |

## Liguilla
|  | Cuartos de final                                           | Cuartos de final                                           | Cuartos de final                                           | Cuartos de final                                           | Cuartos de final                                           |   |   | Semifinales                                                    | Semifinales                                                    | Semifinales                                                    | Semifinales                                                    | Semifinales                                                    |  |   | Final                                                | Final                                                | Final                                                | Final                                                | Final                                                |  |
|  | 3 y 4 de mayo de 2006 (ida) 6 y 7 de mayo de 2006 (vuelta) | 3 y 4 de mayo de 2006 (ida) 6 y 7 de mayo de 2006 (vuelta) | 3 y 4 de mayo de 2006 (ida) 6 y 7 de mayo de 2006 (vuelta) | 3 y 4 de mayo de 2006 (ida) 6 y 7 de mayo de 2006 (vuelta) | 3 y 4 de mayo de 2006 (ida) 6 y 7 de mayo de 2006 (vuelta) |   |   | 10 y 11 de mayo de 2006 (ida) 13 y 14 de mayo de 2006 (vuelta) | 10 y 11 de mayo de 2006 (ida) 13 y 14 de mayo de 2006 (vuelta) | 10 y 11 de mayo de 2006 (ida) 13 y 14 de mayo de 2006 (vuelta) | 10 y 11 de mayo de 2006 (ida) 13 y 14 de mayo de 2006 (vuelta) | 10 y 11 de mayo de 2006 (ida) 13 y 14 de mayo de 2006 (vuelta) |  |   | 18 de mayo de 2006 (ida) 21 de mayo de 2006 (vuelta) | 18 de mayo de 2006 (ida) 21 de mayo de 2006 (vuelta) | 18 de mayo de 2006 (ida) 21 de mayo de 2006 (vuelta) | 18 de mayo de 2006 (ida) 21 de mayo de 2006 (vuelta) | 18 de mayo de 2006 (ida) 21 de mayo de 2006 (vuelta) |  |
|  |                                                            |                                                            |                                                            |                                                            |                                                            |   |   |                                                                |                                                                |                                                                |                                                                |                                                                |  |   |                                                      |                                                      |                                                      |                                                      |                                                      |  |
|  |                                                            |                                                            |                                                            |                                                            |                                                            |   |   |                                                                |                                                                |                                                                |                                                                |                                                                |  |   |                                                      |                                                      |                                                      |                                                      |                                                      |  |
|  | 1                                                          | Pachuca                                                    | 1                                                          | 3                                                          | 4                                                          |   |   |                                                                |                                                                |                                                                |                                                                |                                                                |  |   |                                                      |                                                      |                                                      |                                                      |                                                      |  |
|  | 1                                                          | Pachuca                                                    | 1                                                          | 3                                                          | 4                                                          |   |   |                                                                |                                                                |                                                                |                                                                |                                                                |  |   |                                                      |                                                      |                                                      |                                                      |                                                      |  |
|  | 9                                                          | Morelia                                                    | 2                                                          | 1                                                          | 3                                                          |   |   |                                                                |                                                                |                                                                |                                                                |                                                                |  |   |                                                      |                                                      |                                                      |                                                      |                                                      |  |
|  | 9                                                          | Morelia                                                    | 2                                                          | 1                                                          | 3                                                          |   | 1 | Pachuca (*)                                                    | 2                                                              | 2                                                              | 4                                                              |                                                                |  |   |                                                      |                                                      |                                                      |                                                      |                                                      |  |
|  |                                                            |                                                            |                                                            |                                                            |                                                            |   | 1 | Pachuca (*)                                                    | 2                                                              | 2                                                              | 4                                                              |                                                                |  |   |                                                      |                                                      |                                                      |                                                      |                                                      |  |
|  |                                                            |                                                            | 7                                                          | Guadalajara                                                | 1                                                          | 3 | 4 |                                                                |                                                                |                                                                |                                                                |                                                                |  |   |                                                      |                                                      |                                                      |                                                      |                                                      |  |
|  | 2                                                          | Chiapas                                                    | 7                                                          | Guadalajara                                                | 1                                                          | 3 | 4 | 3                                                              | 2                                                              | 5                                                              |                                                                |                                                                |  |   |                                                      |                                                      |                                                      |                                                      |                                                      |  |
|  | 2                                                          | Chiapas                                                    |                                                            |                                                            |                                                            |   |   |                                                                |                                                                | 5                                                              |                                                                |                                                                |  |   |                                                      |                                                      |                                                      |                                                      |                                                      |  |
|  | 7                                                          | Guadalajara                                                | 2                                                          | 4                                                          | 6                                                          |   |   |                                                                |                                                                |                                                                |                                                                |                                                                |  |   |                                                      |                                                      |                                                      |                                                      |                                                      |  |
|  | 7                                                          | Guadalajara                                                | 2                                                          | 4                                                          | 6                                                          |   |   |                                                                |                                                                |                                                                |                                                                |                                                                |  | 1 | Pachuca                                              | 0                                                    | 1                                                    | 1                                                    |                                                      |  |
|  |                                                            |                                                            |                                                            |                                                            |                                                            |   |   |                                                                |                                                                |                                                                |                                                                |                                                                |  | 1 | Pachuca                                              | 0                                                    | 1                                                    | 1                                                    |                                                      |  |
|  |                                                            |                                                            | 5                                                          | San Luis                                                   | 0                                                          | 0 | 0 |                                                                |                                                                |                                                                |                                                                |                                                                |  |   |                                                      |                                                      |                                                      |                                                      |                                                      |  |
|  | 4                                                          | Atlante                                                    | 5                                                          | San Luis                                                   | 0                                                          | 0 | 0 | 0                                                              | 0                                                              | 0                                                              |                                                                |                                                                |  |   |                                                      |                                                      |                                                      |                                                      |                                                      |  |
|  | 4                                                          | Atlante                                                    |                                                            |                                                            |                                                            |   |   |                                                                |                                                                | 0                                                              |                                                                |                                                                |  |   |                                                      |                                                      |                                                      |                                                      |                                                      |  |
|  | 5                                                          | San Luis                                                   | 1                                                          | 0                                                          | 1                                                          |   |   |                                                                |                                                                |                                                                |                                                                |                                                                |  |   |                                                      |                                                      |                                                      |                                                      |                                                      |  |
|  | 5                                                          | San Luis                                                   | 1                                                          | 0                                                          | 1                                                          |   | 5 | San Luis                                                       | 2                                                              | 2                                                              | 4                                                              |                                                                |  |   |                                                      |                                                      |                                                      |                                                      |                                                      |  |
|  |                                                            |                                                            |                                                            |                                                            |                                                            |   | 5 | San Luis                                                       | 2                                                              | 2                                                              | 4                                                              |                                                                |  |   |                                                      |                                                      |                                                      |                                                      |                                                      |  |
|  |                                                            |                                                            | 6                                                          | Toluca                                                     | 1                                                          | 1 | 2 |                                                                |                                                                |                                                                |                                                                |                                                                |  |   |                                                      |                                                      |                                                      |                                                      |                                                      |  |
|  | 3                                                          | Cruz Azul                                                  | 6                                                          | Toluca                                                     | 1                                                          | 1 | 2 | 1                                                              | 1                                                              | 2                                                              |                                                                |                                                                |  |   |                                                      |                                                      |                                                      |                                                      |                                                      |  |
|  | 3                                                          | Cruz Azul                                                  |                                                            |                                                            |                                                            |   |   |                                                                |                                                                | 2                                                              |                                                                |                                                                |  |   |                                                      |                                                      |                                                      |                                                      |                                                      |  |
|  | 6                                                          | Toluca                                                     | 2                                                          | 1                                                          | 3                                                          |   |   |                                                                |                                                                |                                                                |                                                                |                                                                |  |   |                                                      |                                                      |                                                      |                                                      |                                                      |  |
|  | 6                                                          | Toluca                                                     | 2                                                          | 1                                                          | 3                                                          |   |   |                                                                |                                                                |                                                                |                                                                |                                                                |  |   |                                                      |                                                      |                                                      |                                                      |                                                      |  |
|  |                                                            |                                                            |                                                            |                                                            |                                                            |   |   |                                                                |                                                                |                                                                |                                                                |                                                                |  |   |                                                      |                                                      |                                                      |                                                      |                                                      |  |

- (*) Avanza por su mejor posición en la tabla

|                            |
| Pachuca Campeón 4° título. |

### Cuartos de final
| 4 de mayo de 2006, 20:45 | Guadalajara            | 2:3 (1:1) | Chiapas                        | Estadio Jalisco, Guadalajara      |                                   |
|                          | Ávila 33' · Medina 85' | Reporte   | Cabañas 41' 51' · Sandoval 90' | Árbitro(s): Roberto García Orozco | Árbitro(s): Roberto García Orozco |

| 7 de mayo de 2006, 15:00 | Chiapas                  | 2:4 (1:2) | Guadalajara                                           | Estadio Víctor Manuel Reyna, Tuxtla Gutiérrez, Chiapas |                                  |
|                          | Jiménez 1' · Cabañas 51' | Reporte   | Borboa 23' · Martínez 32' · Bautista 82' · García 90' | Árbitro(s): Manuel Glower Guerra                       | Árbitro(s): Manuel Glower Guerra |

| 4 de mayo de 2006, 19:00 | Morelia                    | 2:1 (1:1) | Pachuca   | Estadio Morelos, Morelia, Michoacán      |                                          |
|                          | Márquez Lugo 21' · Rey 90' | Reporte   | Nuñez 02' | Árbitro(s): Paul Enrique Delgadillo Haro | Árbitro(s): Paul Enrique Delgadillo Haro |

| 7 de mayo de 2006, 17:00 | Pachuca                            | 3:1 (2:0) | Morelia | Estadio Hidalgo, Pachuca, Hidalgo          |                                            |
|                          | Nuñez 2' · Cuevas 43' · Landín 56' | Reporte   | Rey 70' | Árbitro(s): Mauricio Rafael Morales Ovalle | Árbitro(s): Mauricio Rafael Morales Ovalle |

| 3 de mayo de 2006, 15:00 | Toluca                   | 2:1 (2:0) | Cruz Azul    | Estadio Nemesio Díez, Toluca, Estado de México |                                        |
|                          | Valadéz 9' · Sánchez 45' | Reporte   | Villaluz 82' | Árbitro(s): Jorge Eduardo Gasso Flores         | Árbitro(s): Jorge Eduardo Gasso Flores |

| 6 de mayo de 2006, 17:00                        | Cruz Azul | 1:1 (1:0) | Toluca             | Estadio Azul, Ciudad de México, México |                                      |
|                                                 | Sabah 89' | Reporte   | Caniza 7' ((a.g).) | Árbitro(s): Armando Archundia Téllez   | Árbitro(s): Armando Archundia Téllez |
| Penal fallado por Javier Restrepo al minuto 53' |           |           |                    |                                        |                                      |

| 3 de mayo de 2006, 20:30 | San Luis | 1:0 (0:0) | Atlante | Estadio Alfonso Lastras Ramírez, San Luis Potosí, México |                                            |
|                          | Didi 69' | Reporte   |         | Árbitro(s): Marco Antonio Rodríguez Moreno               | Árbitro(s): Marco Antonio Rodríguez Moreno |

| 6 de mayo de 2006, 19:00 | Atlante | 0:0 (0:0) | San Luis | Estadio Azteca, Ciudad de México  |                                   |
|                          |         | Reporte   |          | Árbitro(s): Adolfo Aquino Benítez | Árbitro(s): Adolfo Aquino Benítez |

### Semifinales
| 10 de mayo de 2006, 15:00 | Toluca      | 1:2 (0:1) | San Luis                     | Estadio Nemesio Díez, Toluca, México       |                                            |
|                           | Abundis 75' | Reporte   | Olmedo 41' · Ángel Reyna 62' | Árbitro(s): Muaricio Rafael Morales Ovalle | Árbitro(s): Muaricio Rafael Morales Ovalle |

| 13 de mayo de 2006, 20:30 | San Luis               | 2:1 (1:0) | Toluca    | Estadio Alfonso Lastras Ramírez, San Luis Potosí, México |                                                  |
|                           | Reyna 18' · Valdez 50' | Reporte   | Lopez 52' | Árbitro(s): Marco Antonio Rodríguez Moreno (MEX)         | Árbitro(s): Marco Antonio Rodríguez Moreno (MEX) |

| 11 de mayo de 2006, 20:45 | Guadalajara | 1:2 (0.0) | Pachuca                             | Estadio Jalisco, Guadalajara, Jalisco          |                                                |
|                           | Patlán 50'  | Reporte   | Nuñez 52' · Hector Castro 88(a.g.)' | Árbitro(s): Hector Manuel Delgadillo Castañeda | Árbitro(s): Hector Manuel Delgadillo Castañeda |

| 14 de mayo de 2006, 17:00                                             | Pachuca                           | 2:3 (0:1) | Guadalajara                            | Estadio Hidalgo, Pachuca, Hidalgo              |                                                |
|                                                                       | Nuñez 85' (pen.) · Mosquera 90+3' | Reporte   | Esparza 37' · Bautista 64' (pen.), 70' | Árbitro(s): Manuel Ernesto Glower Guerra (MEX) | Árbitro(s): Manuel Ernesto Glower Guerra (MEX) |
| 4-4 global, avanza a la Final Pachuca por mejor posición en la tabla. |                                   |           |                                        |                                                |                                                |

### Final
| 18 de mayo de 2006, 20:30 | San Luis | 0:0 (0:0) | Pachuca | Estadio Alfonso Lastras Ramírez, San Luis Potosí, México |                                        |
|                           |          | Reporte   |         | Árbitro(s): Jorge Eduardo Gasso Flores                   | Árbitro(s): Jorge Eduardo Gasso Flores |

| 21 de mayo de 2006, 17:00         | Pachuca          | 1:0 (0:0) | San Luis | Estadio Hidalgo, Pachuca, Hidalgo       |                                         |
|                                   | Nuñez 78' (pen.) | Reporte   |          | Árbitro(s): José Francisco Ramírez Díaz | Árbitro(s): José Francisco Ramírez Díaz |
| Pachuca gana su 4 título de liga. |                  |           |          |                                         |                                         |

#### Final - Ida
| 1     | POR   | Adrián Martínez           |  |
| 2     | DEF   | Carlos Sánchez            |  |
| 3     | DEF   | Adrián García Arias       |  |
| 15    | DEF   | Alfredo González Tahuilán |  |
| 6     | DEF   | Israel Martínez           |  |
| 18    | MED   | Leonel Olmedo             |  |
| 19    | MED   | Álvaro Ortiz              |  |
| 10    | MED   | Octavio Valdez            |  |
| 13    | MED   | Ángel Reyna               |  |
| 25    | DEL   | Marcelo Guerrero          |  |
| 14    | DEL   | Sebastião Pereira         |  |
| D. T. | D. T. | Raúl Arias                |  |

| 1     | POR   | Miguel Calero      |  |
| 2     | DEF   | Marvin Cabrera     |  |
| 3     | DEF   | Aquivaldo Mosquera |  |
| 2     | DEF   | Leobardo Lopez     |  |
| 21    | DEF   | Fausto Pinto       |  |
| 13    | MED   | Fernando Salazar   |  |
| 6     | MED   | Jaime Correa       |  |
| 8     | MED   | Gabriel Caballero  |  |
| 10    | MED   | Andres Chitiva     |  |
| 9     | DEL   | Richard Nuñez      |  |
| 26    | DEL   | Luis Ángel Landín  |  |
| D. T. | D. T. | José Luis Trejo    |  |

| 24' · 53' · 63' · 65' | Carlos Sánchez Israel Martínez Sebastião Pereira do Nascimento Alfredo González Tahuilán |

| 19' · 33' · 51' · 93' | Fausto Pinto Jaime Correa Fernando Salazar Eduerdo Rergis |

| Principal  | Jorge Gasso Flores       |
| Asistentes | Alejandro Cruz Ríos      |
|            | Arturo Velázquez Ramírez |
| Cuarto     | Mauricio Morales Ovalle  |

|                    |   |   |
| Tiros              | - | - |
| Tiros a puerta     | - | - |
| Faltas             | - | - |
| Saques de esquina  | - | - |
| Penaltis           | - | - |
| Fueras de juego    | - | - |
| Posesión del balón | % | % |

| Alineación inicial |

| 1     | POR   | Adrián Martínez           |  |
| 2     | DEF   | Carlos Sánchez            |  |
| 3     | DEF   | Adrián García Arias       |  |
| 15    | DEF   | Alfredo González Tahuilán |  |
| 6     | DEF   | Israel Martínez           |  |
| 18    | MED   | Leonel Olmedo             |  |
| 19    | MED   | Álvaro Ortiz              |  |
| 10    | MED   | Octavio Valdez            |  |
| 13    | MED   | Ángel Reyna               |  |
| 25    | DEL   | Marcelo Guerrero          |  |
| 14    | DEL   | Sebastião Pereira         |  |
| D. T. | D. T. | Raúl Arias                |  |

| 1     | POR   | Miguel Calero      |  |
| 2     | DEF   | Marvin Cabrera     |  |
| 3     | DEF   | Aquivaldo Mosquera |  |
| 2     | DEF   | Leobardo Lopez     |  |
| 21    | DEF   | Fausto Pinto       |  |
| 13    | MED   | Fernando Salazar   |  |
| 6     | MED   | Jaime Correa       |  |
| 8     | MED   | Gabriel Caballero  |  |
| 10    | MED   | Andres Chitiva     |  |
| 9     | DEL   | Richard Nuñez      |  |
| 26    | DEL   | Luis Ángel Landín  |  |
| D. T. | D. T. | José Luis Trejo    |  |

| 24' · 53' · 63' · 65' | Carlos Sánchez Israel Martínez Sebastião Pereira do Nascimento Alfredo González Tahuilán |

| 19' · 33' · 51' · 93' | Fausto Pinto Jaime Correa Fernando Salazar Eduerdo Rergis |

| Principal  | Jorge Gasso Flores       |
| Asistentes | Alejandro Cruz Ríos      |
|            | Arturo Velázquez Ramírez |
| Cuarto     | Mauricio Morales Ovalle  |

|                    |   |   |
| Tiros              | - | - |
| Tiros a puerta     | - | - |
| Faltas             | - | - |
| Saques de esquina  | - | - |
| Penaltis           | - | - |
| Fueras de juego    | - | - |
| Posesión del balón | % | % |

| Alineación inicial |

| 1     | POR   | Adrián Martínez           |  |
| 2     | DEF   | Carlos Sánchez            |  |
| 3     | DEF   | Adrián García Arias       |  |
| 15    | DEF   | Alfredo González Tahuilán |  |
| 6     | DEF   | Israel Martínez           |  |
| 18    | MED   | Leonel Olmedo             |  |
| 19    | MED   | Álvaro Ortiz              |  |
| 10    | MED   | Octavio Valdez            |  |
| 13    | MED   | Ángel Reyna               |  |
| 25    | DEL   | Marcelo Guerrero          |  |
| 14    | DEL   | Sebastião Pereira         |  |
| D. T. | D. T. | Raúl Arias                |  |

| 1     | POR   | Miguel Calero      |  |
| 2     | DEF   | Marvin Cabrera     |  |
| 3     | DEF   | Aquivaldo Mosquera |  |
| 2     | DEF   | Leobardo Lopez     |  |
| 21    | DEF   | Fausto Pinto       |  |
| 13    | MED   | Fernando Salazar   |  |
| 6     | MED   | Jaime Correa       |  |
| 8     | MED   | Gabriel Caballero  |  |
| 10    | MED   | Andres Chitiva     |  |
| 9     | DEL   | Richard Nuñez      |  |
| 26    | DEL   | Luis Ángel Landín  |  |
| D. T. | D. T. | José Luis Trejo    |  |

| 24' · 53' · 63' · 65' | Carlos Sánchez Israel Martínez Sebastião Pereira do Nascimento Alfredo González Tahuilán |

| 19' · 33' · 51' · 93' | Fausto Pinto Jaime Correa Fernando Salazar Eduerdo Rergis |

| Principal  | Jorge Gasso Flores       |
| Asistentes | Alejandro Cruz Ríos      |
|            | Arturo Velázquez Ramírez |
| Cuarto     | Mauricio Morales Ovalle  |

|                    |   |   |
| Tiros              | - | - |
| Tiros a puerta     | - | - |
| Faltas             | - | - |
| Saques de esquina  | - | - |
| Penaltis           | - | - |
| Fueras de juego    | - | - |
| Posesión del balón | % | % |

| Alineación inicial |

| 1     | POR   | Adrián Martínez           |  |
| 2     | DEF   | Carlos Sánchez            |  |
| 3     | DEF   | Adrián García Arias       |  |
| 15    | DEF   | Alfredo González Tahuilán |  |
| 6     | DEF   | Israel Martínez           |  |
| 18    | MED   | Leonel Olmedo             |  |
| 19    | MED   | Álvaro Ortiz              |  |
| 10    | MED   | Octavio Valdez            |  |
| 13    | MED   | Ángel Reyna               |  |
| 25    | DEL   | Marcelo Guerrero          |  |
| 14    | DEL   | Sebastião Pereira         |  |
| D. T. | D. T. | Raúl Arias                |  |

| 1     | POR   | Miguel Calero      |  |
| 2     | DEF   | Marvin Cabrera     |  |
| 3     | DEF   | Aquivaldo Mosquera |  |
| 2     | DEF   | Leobardo Lopez     |  |
| 21    | DEF   | Fausto Pinto       |  |
| 13    | MED   | Fernando Salazar   |  |
| 6     | MED   | Jaime Correa       |  |
| 8     | MED   | Gabriel Caballero  |  |
| 10    | MED   | Andres Chitiva     |  |
| 9     | DEL   | Richard Nuñez      |  |
| 26    | DEL   | Luis Ángel Landín  |  |
| D. T. | D. T. | José Luis Trejo    |  |

| 24' · 53' · 63' · 65' | Carlos Sánchez Israel Martínez Sebastião Pereira do Nascimento Alfredo González Tahuilán |

| 19' · 33' · 51' · 93' | Fausto Pinto Jaime Correa Fernando Salazar Eduerdo Rergis |

| Principal  | Jorge Gasso Flores       |
| Asistentes | Alejandro Cruz Ríos      |
|            | Arturo Velázquez Ramírez |
| Cuarto     | Mauricio Morales Ovalle  |

|                    |   |   |
| Tiros              | - | - |
| Tiros a puerta     | - | - |
| Faltas             | - | - |
| Saques de esquina  | - | - |
| Penaltis           | - | - |
| Fueras de juego    | - | - |
| Posesión del balón | % | % |

| Alineación inicial |

#### Final Vuelta
| 1     | POR   | Miguel Calero      |  |
| 13    | DEF   | Fernando Salazar   |  |
| 4     | DEF   | Eduardo Rergis     |  |
| 3     | DEF   | Aquivaldo Mosquera |  |
| 2     | DEF   | Leobardo Lopez     |  |
| 21    | MED   | Fausto Pinto       |  |
| 8     | MED   | Gabriel Caballero  |  |
| 6     | MED   | Jaime Correa       |  |
| 10    | MED   | Andres Chitiva     |  |
| 9     | DEL   | Richard Nuñez      |  |
| 26    | DEL   | Luis Ángel Landín  |  |
| D. T. | D. T. | José Luis Trejo    |  |

| 1     | POR   | Adrián Martínez           |  |
| 10    | DEF   | Octavio Valdez            |  |
| 18    | DEF   | Leonel Olmedo             |  |
| 15    | DEF   | Alfredo González Tahuilán |  |
| 3     | DEF   | Adrián García Arias       |  |
| 5     | MED   | Carlos Sánchez            |  |
| 6     | MED   | José Salas                |  |
| 8     | MED   | Luis González             |  |
| 19    | MED   | Álvaro Ortiz              |  |
| 9     | DEL   | Jesús Mendoza             |  |
| 25    | DEL   | Marcelo Guerrero          |  |
| D. T. | D. T. | Raúl Arias                |  |

| 12 | Defensa        | ? | Entró |
| 13 | Centrocampista | ? | Entró |
| 14 | Delantero      | ? | Entró |

| 12 | Defensa        | ? | Entró |
| 13 | Centrocampista | ? | Entró |
| 14 | Delantero      | ? | Entró |

| Anotado · Anotado | ? | : |

| Anotado · Anotado | ? | : |

| Amonestado · Amonestado | ? |

| Amonestado · Amonestado | ? |

| Expulsado · Otorgado · Expulsado | ? |

| Expulsado · Otorgado · Expulsado | ? |

| Principal  | ? |
| Asistentes | ? |
|            | ? |
| Cuarto     | ? |

|                    |   |   |
| Tiros              | - | - |
| Tiros a puerta     | - | - |
| Faltas             | - | - |
| Saques de esquina  | - | - |
| Fueras de juego    | - | - |
| Posesión del balón | % | % |

| Alineación inicial |

| 1     | POR   | Miguel Calero      |  |
| 13    | DEF   | Fernando Salazar   |  |
| 4     | DEF   | Eduardo Rergis     |  |
| 3     | DEF   | Aquivaldo Mosquera |  |
| 2     | DEF   | Leobardo Lopez     |  |
| 21    | MED   | Fausto Pinto       |  |
| 8     | MED   | Gabriel Caballero  |  |
| 6     | MED   | Jaime Correa       |  |
| 10    | MED   | Andres Chitiva     |  |
| 9     | DEL   | Richard Nuñez      |  |
| 26    | DEL   | Luis Ángel Landín  |  |
| D. T. | D. T. | José Luis Trejo    |  |

| 1     | POR   | Adrián Martínez           |  |
| 10    | DEF   | Octavio Valdez            |  |
| 18    | DEF   | Leonel Olmedo             |  |
| 15    | DEF   | Alfredo González Tahuilán |  |
| 3     | DEF   | Adrián García Arias       |  |
| 5     | MED   | Carlos Sánchez            |  |
| 6     | MED   | José Salas                |  |
| 8     | MED   | Luis González             |  |
| 19    | MED   | Álvaro Ortiz              |  |
| 9     | DEL   | Jesús Mendoza             |  |
| 25    | DEL   | Marcelo Guerrero          |  |
| D. T. | D. T. | Raúl Arias                |  |

| 12 | Defensa        | ? | Entró |
| 13 | Centrocampista | ? | Entró |
| 14 | Delantero      | ? | Entró |

| 12 | Defensa        | ? | Entró |
| 13 | Centrocampista | ? | Entró |
| 14 | Delantero      | ? | Entró |

| Anotado · Anotado | ? | : |

| Anotado · Anotado | ? | : |

| Amonestado · Amonestado | ? |

| Amonestado · Amonestado | ? |

| Expulsado · Otorgado · Expulsado | ? |

| Expulsado · Otorgado · Expulsado | ? |

| Principal  | ? |
| Asistentes | ? |
|            | ? |
| Cuarto     | ? |

|                    |   |   |
| Tiros              | - | - |
| Tiros a puerta     | - | - |
| Faltas             | - | - |
| Saques de esquina  | - | - |
| Fueras de juego    | - | - |
| Posesión del balón | % | % |

| Alineación inicial |

| 1     | POR   | Miguel Calero      |  |
| 13    | DEF   | Fernando Salazar   |  |
| 4     | DEF   | Eduardo Rergis     |  |
| 3     | DEF   | Aquivaldo Mosquera |  |
| 2     | DEF   | Leobardo Lopez     |  |
| 21    | MED   | Fausto Pinto       |  |
| 8     | MED   | Gabriel Caballero  |  |
| 6     | MED   | Jaime Correa       |  |
| 10    | MED   | Andres Chitiva     |  |
| 9     | DEL   | Richard Nuñez      |  |
| 26    | DEL   | Luis Ángel Landín  |  |
| D. T. | D. T. | José Luis Trejo    |  |

| 1     | POR   | Adrián Martínez           |  |
| 10    | DEF   | Octavio Valdez            |  |
| 18    | DEF   | Leonel Olmedo             |  |
| 15    | DEF   | Alfredo González Tahuilán |  |
| 3     | DEF   | Adrián García Arias       |  |
| 5     | MED   | Carlos Sánchez            |  |
| 6     | MED   | José Salas                |  |
| 8     | MED   | Luis González             |  |
| 19    | MED   | Álvaro Ortiz              |  |
| 9     | DEL   | Jesús Mendoza             |  |
| 25    | DEL   | Marcelo Guerrero          |  |
| D. T. | D. T. | Raúl Arias                |  |

| 12 | Defensa        | ? | Entró |
| 13 | Centrocampista | ? | Entró |
| 14 | Delantero      | ? | Entró |

| 12 | Defensa        | ? | Entró |
| 13 | Centrocampista | ? | Entró |
| 14 | Delantero      | ? | Entró |

| Anotado · Anotado | ? | : |

| Anotado · Anotado | ? | : |

| Amonestado · Amonestado | ? |

| Amonestado · Amonestado | ? |

| Expulsado · Otorgado · Expulsado | ? |

| Expulsado · Otorgado · Expulsado | ? |

| Principal  | ? |
| Asistentes | ? |
|            | ? |
| Cuarto     | ? |

|                    |   |   |
| Tiros              | - | - |
| Tiros a puerta     | - | - |
| Faltas             | - | - |
| Saques de esquina  | - | - |
| Fueras de juego    | - | - |
| Posesión del balón | % | % |

| Alineación inicial |

| 1     | POR   | Miguel Calero      |  |
| 13    | DEF   | Fernando Salazar   |  |
| 4     | DEF   | Eduardo Rergis     |  |
| 3     | DEF   | Aquivaldo Mosquera |  |
| 2     | DEF   | Leobardo Lopez     |  |
| 21    | MED   | Fausto Pinto       |  |
| 8     | MED   | Gabriel Caballero  |  |
| 6     | MED   | Jaime Correa       |  |
| 10    | MED   | Andres Chitiva     |  |
| 9     | DEL   | Richard Nuñez      |  |
| 26    | DEL   | Luis Ángel Landín  |  |
| D. T. | D. T. | José Luis Trejo    |  |

| 1     | POR   | Adrián Martínez           |  |
| 10    | DEF   | Octavio Valdez            |  |
| 18    | DEF   | Leonel Olmedo             |  |
| 15    | DEF   | Alfredo González Tahuilán |  |
| 3     | DEF   | Adrián García Arias       |  |
| 5     | MED   | Carlos Sánchez            |  |
| 6     | MED   | José Salas                |  |
| 8     | MED   | Luis González             |  |
| 19    | MED   | Álvaro Ortiz              |  |
| 9     | DEL   | Jesús Mendoza             |  |
| 25    | DEL   | Marcelo Guerrero          |  |
| D. T. | D. T. | Raúl Arias                |  |

| 12 | Defensa        | ? | Entró |
| 13 | Centrocampista | ? | Entró |
| 14 | Delantero      | ? | Entró |

| 12 | Defensa        | ? | Entró |
| 13 | Centrocampista | ? | Entró |
| 14 | Delantero      | ? | Entró |

| Anotado · Anotado | ? | : |

| Anotado · Anotado | ? | : |

| Amonestado · Amonestado | ? |

| Amonestado · Amonestado | ? |

| Expulsado · Otorgado · Expulsado | ? |

| Expulsado · Otorgado · Expulsado | ? |

| Principal  | ? |
| Asistentes | ? |
|            | ? |
| Cuarto     | ? |

|                    |   |   |
| Tiros              | - | - |
| Tiros a puerta     | - | - |
| Faltas             | - | - |
| Saques de esquina  | - | - |
| Fueras de juego    | - | - |
| Posesión del balón | % | % |

| Alineación inicial |

- Datos: Q2917230